# Třída Al Manama
Třída Al Manama je třída víceúčelových korvet bahrajnského královského námořnictva. Jedná se o malá, ale silně vyzbrojená plavidla. Třídu tvoří dvě jednotky postavené německou loděnicí Lürssen jako typ FPB 62 (číslo označuje délku trupu). Obě jsou stále v aktivní službě.

## Stavba
V německých loděnicích Lürssen byly postaveny dvě jednotky této třídy, pojmenované Al Manama (50) a Al Muharraq (51). Obě byly do služby zařazeny v letech 1987– 1988.
Jednotky třídy Al Manama:
| Jméno            | Vstup do služby | Osud    |
| ---------------- | --------------- | ------- |
| Al Manama (50)   | 3. února 1988   | aktivní |
| Al Muharraq (51) | 3. února 1988   | aktivní |

## Konstrukce

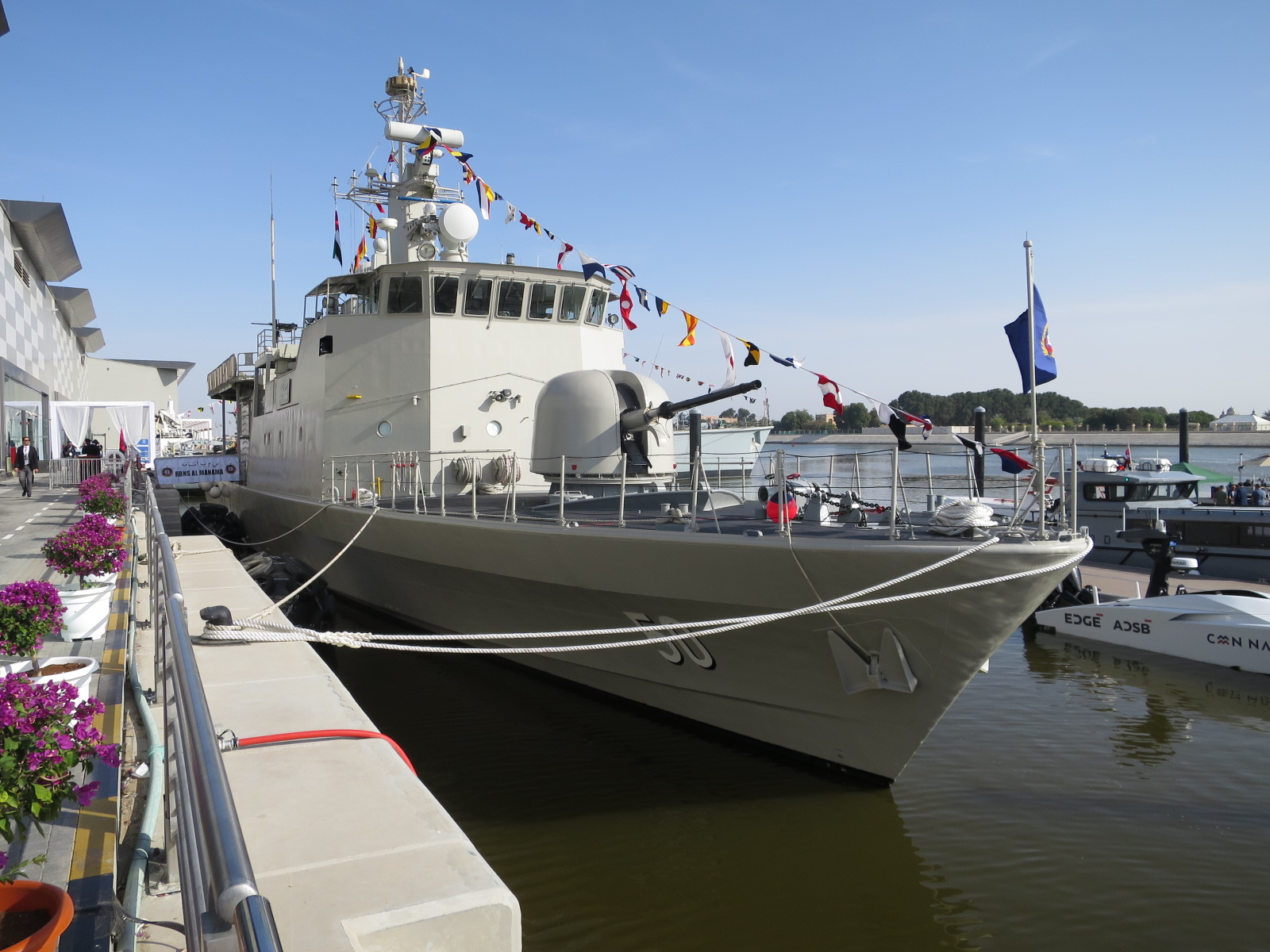
Al Manama (50)

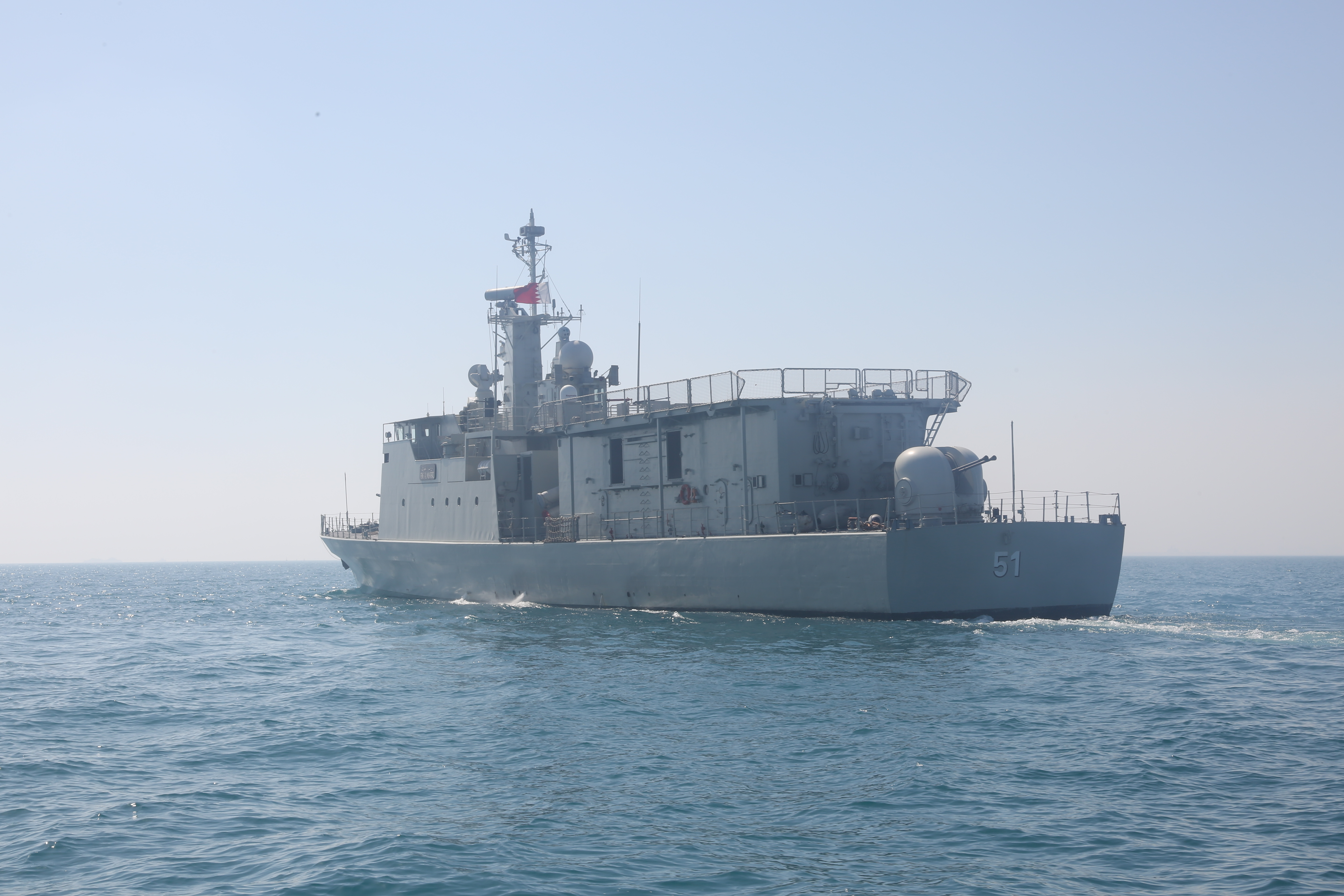
Al Muharraq (51)

Trup plavidel je vyroben z oceli, nástavby jsou z hliníkové slitiny. Plavidla nesou vyhledávací radar Sea Giraffe 50HC, navigační radar Decca 1226, radar pro řízení palby 9LV 331 a vrhače klamných cílů Dagaie. Hlavňovou výzbroj tvoří jeden 76mm kanón OTO Melara Compact na přídi, 40mm dvojkanón obranného systému DARDO na zádi a dva 20mm kanóny (některé prameny uvádí dva 12,7mm kulomety). Údernou výzbroj tvoří dva dvojnásobné vypouštěcí kontejnery pro protilodní střely MM.40 Exocet. Korvety jsou na zádi vybaveny přistávací plochou a hangárem, umožňujícím operace jednoho vrtulníku MBB Bo 105. Pohonný systém tvoří čtyři diesely MTU 20V 538 TB92, každý o výkonu 4900 hp, pohánějící čtyři lodní šrouby. Nejvyšší rychlost dosahuje 32 uzlů.

### Modernizace
Roku 2015 byla u evropské společnosti Leonardo objednána modernizace obou plavidel. Mimo jiné se jedná o systémy řízená palby a zajištění výcviku a údržby. První modernizované plavidlo námořnictvo převzalo v lednu a druhé v listopadu 2018.